# Stanisław Markiewicz (lekarz)
Stanisław Markiewicz (ur. 8 sierpnia 1839 w Rawie Mazowieckiej, zm. 25 listopada 1911 w Warszawie) – polski lekarz, higienista, a także działacz społeczny. 

## Życiorys
Jako pierwszy w Polsce zorganizował kolonie letnie dla dzieci. Założył w 1882 Towarzystwo Kolonii Letnich. Towarzystwo to zainicjowało wysyłanie dzieci przedmieść warszawskich w 1882, a cztery lata później kolonie doczekały się podstaw prawnych i szybko rozprzestrzeniły się również w innych miastach. Wprowadzając do szkół systematyczne badania uczniów, położył podwaliny pod higienę szkolną. 
Był jednym z projektantów kanalizacji w Warszawie, a także współpracował przy planowaniu przestrzeni zielonych i ukwieconych, czym przyczynił się do podniesienia zdrowotności i estetyki miasta. Przez wiele lat pełnił funkcję lekarza w Moździerzu (obecnie Soczewka). Był prezesem i honorowym członkiem Warszawskiego Towarzystwa Lekarskiego. W 1908 obchodził 50-lecie pracy lekarskiej – z tego od 1882 przez 25 lat pracował jako naczelny lekarz (konsulent sanitarny) Kolei Warszawsko-Wiedeńskiej. Udzielał się w pracy społecznej.
Zmarł 24 lub 25 listopada 1911 w Warszawie. Został pochowany na cmentarzu Powązkowskim w Warszawie (kw. 199-3-9).

## Upamiętnienie
Jego imieniem nazwano wiadukt na ulicy Karowej w Warszawie.